# Ежен Балм
Ежен Жан Франсоа Балм (фр. Eugène Jean François Balme; Улен, 22. новембар 1874 — Париз, 24. фебруар 1914) био је фрамцуски, стрелац из пишоља и пушке великог калибра, двоструки је учесник Олимпијских игара и освајач 2 бронзане медаље и двоструки светски првак.
На Олимпијским играма 1980 такмичио се у дисцилини брза паљба (аутоматски пиштољ) са 25 метара. Заузео је треће место и освојио прву бронзану медаљу.
На другим играма на којима је учествовао 1908. у Лондону такмичио се у две дисципине: троставу са 300 метара екипно и опет освојио брозану медаљу, а у другој дисциплини војничка пушка са 200/500/600/800/900/1.000 јарди екипно био је 4.
Поред олимпијских игара учествовао је и на светским првенствима четири пута и освојо је 8 медаља. На Првенству 1906. у Милану био је два пута првак света у дисциплинама тростав екипно са 300 м и појединано гађајући из лежећег попожаја исто са удаљености од 300 м.
Последње прванство на којем је учествовао били је 1913. у Кампо Перију у САД када је у екипном троставу освојио сребрну медаљу.
Извршио је самоубиство из два пиштоља 1914. за време нервног напада, у својој кући у Паризу.

## Значајнији резултати
| Година | Такмичење         | Место                        | Дисциплина              | Пласман |
| ------ | ----------------- | ---------------------------- | ----------------------- | ------- |
| 1900.  | Олимпијске игре   | Париз, Француска             | Аутомаски пиштољ 25 м   |         |
| 1905.  | Светско првенство | Брисел Белгија               | ВП 300 м тростав екипно |         |
| 1905.  | Светско првенство | Брисел Белгија               | ВП 300 м лежећи         |         |
| 1906.  | Светско првенство | Милано Италија               | ВП 300 м тростав        |         |
| 1906.  | Светско првенство | Милано Италија               | ВП 300 м тростав екипно |         |
| 1906.  | Светско првенство | Милано Италија               | ВП 300 м лежећи         |         |
| 1907.  | Светско првенство | Цирих Швајцарска             | ВП 300 м тростав екипно |         |
| 1907.  | Светско првенство | Цирих Швајцарска             | ВП 300 m, лежећи        |         |
| 1908.  | Олимпијске игре   | Лондон Велика Британија      | ВП 300 м тростав екипно |         |
| 1913.  | светско првенство | Кампо Пери, Сједињене Државе | ВП 300 м тростав екипно |         |